# Cladius
Genre
Cladius est un genre d'insectes hyménoptères de la famille des Tenthredinidae. Les larves de ces tenthrèdes, de forme aplatie, rongent l'épiderme des feuilles de nombreuses espèces végétales, notamment d'arbres fruitiers.

## Liste des sous-genres
Selon BioLib (30 septembre 2021) :
- Cladius (Cladius) Illiger, 1807
- Cladius (Priophorus) Dahlbom, 1835
- Cladius (Trichiocampus) Hartig, 1837

## Liste des sous-genres et espèces en Europe
Selon Fauna Europaea (30 septembre 2021) :
- Cladius subg. Cladius
  - Cladius (Cladius) pectinicornis
- Cladius subg. Priophorus
  - Cladius (Priophorus) brullei
  - Cladius (Priophorus) hyalopterus
  - Cladius (Priophorus) nubilus
  - Cladius (Priophorus) pallipes
  - Cladius (Priophorus) rufipes
- Cladius subg. Trichiocampus
  - Cladius (Trichiocampus) aeneus
  - Cladius (Trichiocampus) grandis
  - Cladius (Trichiocampus) pilicornis
  - Cladius (Trichiocampus) ulmi
- Non classé :
  - Cladius palmicornis